# Buzema
Buzema (Buzaymah) é um oásis no deserto da Líbia no distrito de Cufra, aproximadamente a 150 quilômetros de Cufra. Tem superfície de 230 quilômetros quadrados e se alonga com forma semicircular em torno de um lago de sal de 18 quilômetros. Buzema fica no cume de um monte, onde restos de um sistema de fortificação tubu é visível. As árvores do oásis (palmeira, figueira, tamarisco e acácia) produzem muitas frotas pela abundância de água fresca. No canto noroeste do lago há uma vila.